# 夢幻戰士X
《夢幻戰士X》是由eants製作，日本通訊網路發售的冒險類型成人遊戲。2006年3月在BB5通販網站進行網路下載販售動作，之後在2006年9月8日在發售實體商品《ヴァリスX～目覚めよ！ヴァリスの戦士たち～》。

## 遊戲介紹
獨立於夢幻戰士正統系列世界觀外的另一交錯假想故事集，共分成五大篇：
1. 優子篇 另一個命運（優子 もうひとつの運命）
2. 麗子篇 渾身是傷的戰士（麗子 傷だらけの戦士）
3. ヴァルナ篇 母親與女兒的苦惱（ヴァルナ 母と娘の苦悩）
4. 恰姆篇 新的戰友（チャム 新たなる戦友）
5. 覺醒吧 ヴァリス戰士們（目覚めよ! ヴァリスの戦士たち）

## 登場人物
麻生優子（聲優 東木梨）
是一位普通高中生，直到被ヴァリア招喚到夢幻界，發現自己與對戰的親友麗子之間的感情
桐島麗子（聲優 伊藤朣子）
因為一些事與好朋友優子疏遠，被魔王羅古雷斯招喚到暗黑界，與優子對戰時發現……
ヴァルナ（聲優 中原ありす）
ヴァリア的女兒，在夢幻界幫助優子，同時也是優子的妹妹
恰姆（聲優 榎津まお）
幫助優子的暗黑界少女，喜歡暗黑四天王中的古拉梅司
ヴァリア（聲優 韮井叶）
夢幻界的女王，為了對抗魔王羅古雷斯，召喚優子來到夢幻界
羅古雷斯（聲優 谷俊介）
暗黑界的支配者，為了佔領夢幻界，招喚麗子來到暗黑界，並讓她前往夢幻界
殘忍將梅卡司（聲優 本田啟吾）
羅古雷斯的部下之一，擅用卑劣的計策，對羅古雷斯也不忠誠
破壞將古拉梅司（聲優 事務台車）
羅古雷斯的部下之一，暗黑界的英雄人物，也是恰姆喜歡的人物

## 開發背景
夢幻戰士系列活躍於1986年到1992年的美少女動作遊戲，被稱為美少女遊戲的始祖，以各種精美的過場動畫跟遊戲音樂擄獲當時玩家大眾的心。但在最後一作重製版夢幻戰士1代發售後，日本通訊網路就未繼續開發系列新作，讓夢幻戰士系列中斷在1992年。
而日本通訊網路本身也在1995年開發時空幻境時，狼組開發團隊不滿製作遊戲過程中合力製作的Namco強勢主導劇本及遊戲設定，而導致狼組開發團隊全員退社的後果。此事件導致原本是遊戲開發大廠的日本通訊網路失去開發人材，造成日後無法開發家用電視遊戲機遊戲軟體的情況，往後只能轉向柏青哥跟PS主機用柏青哥等非主流遊戲發展。
由於日本通訊網路的邊緣化，使得製作開發成本越來越高的家用主機遊戲變成是一道難以跨越的門檻。本身體質迅速弱化的日本通訊網路，對家用主機遊戲的開發技術更是越來疏遠，因而轉向手機下載服務與網路通販等新興市場發展。
2004年6月，BOTHTEC公司發行夢幻戰士系列經典合輯，限量2000盒，此次販售活動獲得極大的成功。2005年，日本通訊網路公司開發的手機遊戲版夢幻戰士也獲得相當的好評。這兩次發售的成功，證明夢幻戰士系列依然受到大眾歡迎，使得夢幻戰士重回主流遊戲界的希望越來越濃厚。
但日本通訊網路在其他方向的業務表現依然疲軟，公司經營方向一部分開始轉往18禁色情事業發展。日本通訊網路在夢幻戰士創作20週年突然發表了夢幻戰士18禁化的宣言，並在BB5通販網進行下載服務，造成日後被稱為「ヴァリス騷動」的開始。

## 漫畫
日本通訊網路為了拉抬《夢幻戰士X》的聲勢，特地請同人漫畫家ZOL來畫夢幻戰士的漫畫，在Kill Time Communication發行的漫畫雜誌《Comic Valkyrie》（コミックヴァルキリー）創刊號開始連載，在尺度拿捏跟作畫表現上頗受到舊系列愛好者的肯定。可是夢幻戰士漫畫雖然是《Comic Valkyrie》的超人氣招牌作品，但由於日本通訊網路也在漫畫中刊登夢幻戰士X的廣告，故該漫畫並未在原系列愛好者中形成主流觀點。

## 影响
在夢幻戰士系列確定18禁化所引發的抗爭事件過後，1本名叫PC-8801遊戲紀念特輯出版了。此書對夢幻戰士系列作出詳細的相關介紹，在介紹文字最後一段寫著：夢幻戰士系列迎向創作20年，日本通訊網路將發表了多項企劃來創作夢幻戰士系列相關商品，女主角優子的熱鬥還沒有結束。這段讓系列愛好者們期待的介紹，卻是外面已經過一個月的激烈抗爭才出現在世人的眼前；對比夢幻戰士系列被日本通訊網路污名化所引發的騷動，本書此時的介紹讓人不勝唏噓（比對此書的介紹可以知道，當此書還在取材時，夢幻戰士系列確實是要往正常遊戲方向進行相關製作；但是為何在短短時間內突然變成18禁遊戲，而日本通訊網路也毫不留情的破壞夢幻戰士系列的形象，其真實事件引爆點可能也只有相關當事者才會明白）。
而夢幻戰士系列18禁化後，日本通訊網路原期待：當初舊支持者如今都已是年齡30歲左右的玩家群，應對18禁化有相當高的接受度。然事與願違，原系列支持者強烈的反彈遠超乎想像；但這也使得日本通訊網路認清經過14年未發新作的夢幻戰士系列依然受到舊玩家喜愛的事實。而另一方面，在《Comic Valkyrie》連載的夢幻戰士漫畫版表現出超人氣的支持度，讓日本通訊網路對夢幻戰士系列又燃起商業利用的預期心理。2007年5月16日，日本通訊網路發表了手機遊戲版《夢幻戰士II》。

## 外部連結
- Valis Project官方網站（日文）
- 日本通訊網路官方網站（页面存档备份，存于）（日文）
- 原作者PIXEL網站 （页面存档备份，存于）（日文）